# Квінт Помпей Руф (сулланець)
Квінт Помпей Руф (*Quintus Pompeius Rufus, прибл. 110 до н. е. —88 до н. е.) — політичний діяч Римської республіки.

## Життєпис
Походив з плебейського роду Помпеїв. Син Квінта Помпея Руфа, консула 88 року до н. е. У 90 році до н. е. одружився з Корнелією, донькою Луція Корнелія Сулли Фелікса, консула 88 року до н. е., згодом диктатора. У 88 році до н. е. активно підтримував політику батька і тестя проти плебейського трибуна Публія Сульпіція Руфа. Того ж року був убитий під час масових заворушень.

## Родина
Дружина — Корнелія Сулла
Діти:
- Квінт Помпей Руф, народний трибун 52 року до н. е.
- Помпея, дружина Гая Юлія Цезаря